# Cristalândia (Brumado)
Cristalândia é um distrito do município de Brumado, sudoeste do estado brasileiro da Bahia, Região Nordeste do país. Nele estão localizados a Barragem de Cristalândia, inserida no Rio de Contas e o Parque Eólico Cristalândia, na Serra das Araras. É um dos quatro distritos do município, ao lado de Itaquaraí, Ubiraçaba e Umburanas, fora a sede.

## História

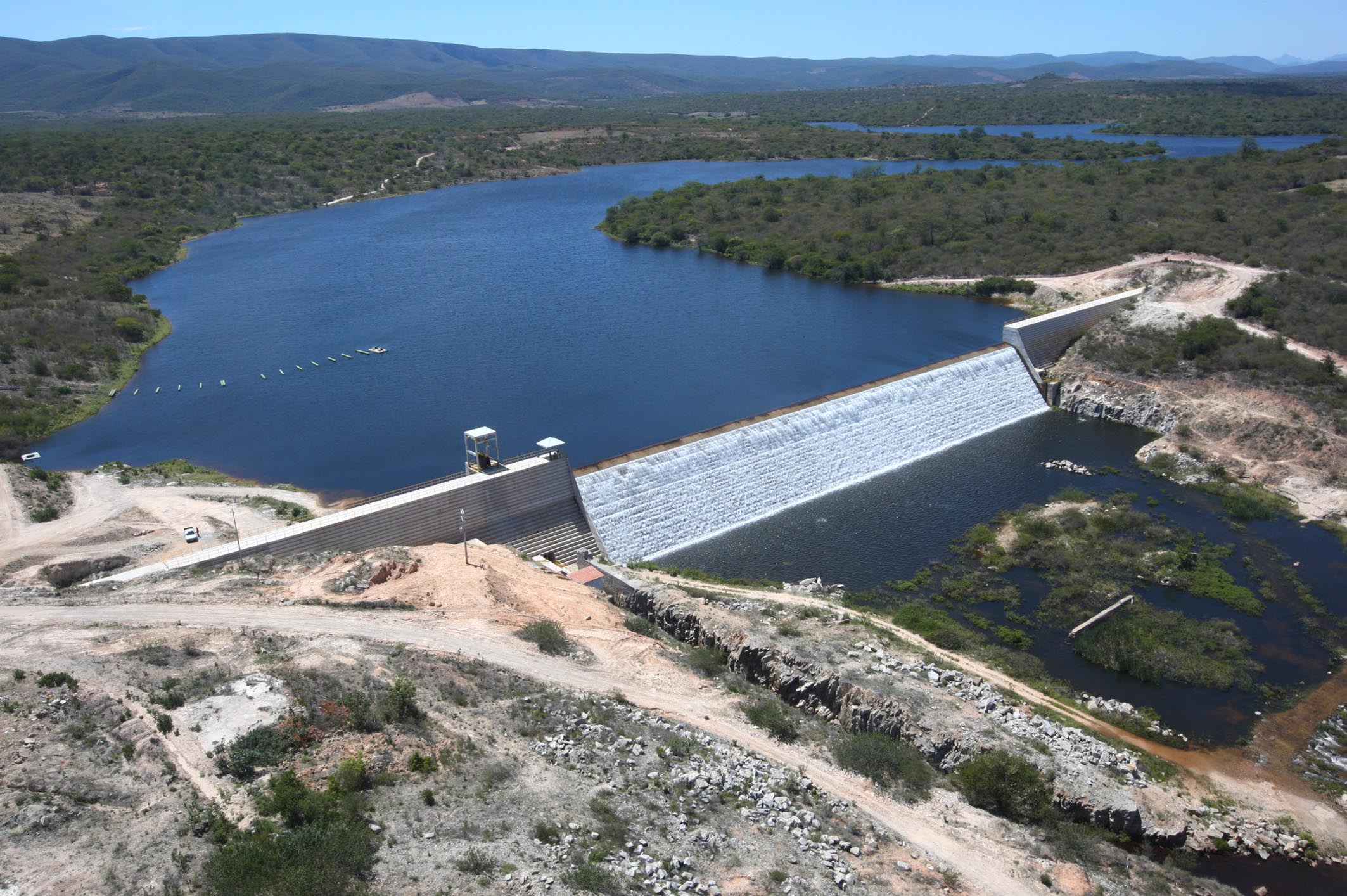
Barragem de Cristalândia na época de sua inauguração

O distrito foi criado com o nome de Cristais em 1936, em cumprimento da lei estadual n.º 119, de 5 de novembro do referido ano. Recebeu a atual denominação a partir do decreto-lei estadual n.º 141 de 31 de dezembro de 1943, reforçado pelo decreto estadual n.º 12978 de 1 de junho de 1944.
Em 2005, Cristalândia ganhou destaque, quando foi iniciada a construção da Barragem no Rio de Contas, iniciativa tomada pelas autoridades após a seca de 1998; nesse período a Barragem do Rio do Antônio entrou em colapso, não sendo capaz de abastecer a população de Brumado. Hoje, a Barragem de Cristalândia abastece também a cidade de Malhada de Pedras e deverá abastecer também as cidades de Ituaçu e Tanhaçu.
Em janeiro de 2016 a empresa italiana Enel Green Power, anunciou um investimento de R$ 440 milhões para construção do parque eólico, o sexto investimento desse ramo no Estado, que prometeu gerar pelo menos 500 empregos diretos. Foi feito acordo para isenção de impostos.

## Investimentos em infeaestrutura
O distrito tem recebido investimento em infraestrutura, como em recuperação de escolas e do mercado municipal, pavimentação de ruas, construção de praças e quadras esportivas. Possui um cartório civil, ligado à Comarca de Brumado.